# Петроградский район обороны
Петроградский район обороны (ПРО), был создан после подписания Брестского мира на основании постановления Комитета революционной обороны Петрограда от 3 марта 1918 и директивы Высшего военного совета от 5 марта 1918 для прикрытия внутренних областей Советской России от возможного вторжения германских войск.
Во второй половине марта войска ПРО насчитывали около 15 тыс. человек. 

### История
19 апреля 1918 ПРО был объединён с Северным участком отрядов завесы (военный руководитель: А. В. Шварц, с 26 мая Д. П. Парский, с 8 августа В. М. Гиттис), штаб которого размещался в доме бывшего Военного министерства (набережная р. Мойки, 67). 
В состав района входили Карельский и Ямбургский участки Северного участка завесы и 1-й корпус РККА. При помощи рабочих организаций города на подступах к Петрограду создавались оборонительные рубежи, которые частично были использованы при обороне Петрограда 1919. 11 сентября 1918 Северный участок завесы и П. р. о. были ликвидированы, а их войска обращены на формирование Седьмой армии.

### Военные руководители
- А. В. Шварц, с 15 марта
- Д. П. Парский, с 26 мая
- В. М. Гиттис, с 8 августа